# 5564 Hikari
Az 5564 Hikari (ideiglenes jelöléssel (5564) 1991 VH2) a Naprendszer kisbolygóövében található aszteroida. Ueda és Kaneda fedezte fel 1991. november 9-én.